# Nicolás María de Urgoiti
Nicolás María de Urgoiti y Achúcarro (Madrid, 27 de octubre de 1869-Madrid, 8 de octubre de 1951) fue un empresario, periodista y editor español, conocido por su actividad empresarial en los sectores papelero, periodístico y editorial. Fue el creador de La Papelera Española e impulsor de los periódicos El Sol y La Voz, la agencia de noticias Febus, la Sociedad de Prensa Gráfica —que editaba La Esfera, Mundo Gráfico y Nuevo Mundo— y la editorial Calpe. Siempre se sintió vasco, aunque no nacionalista. 

## Biografía

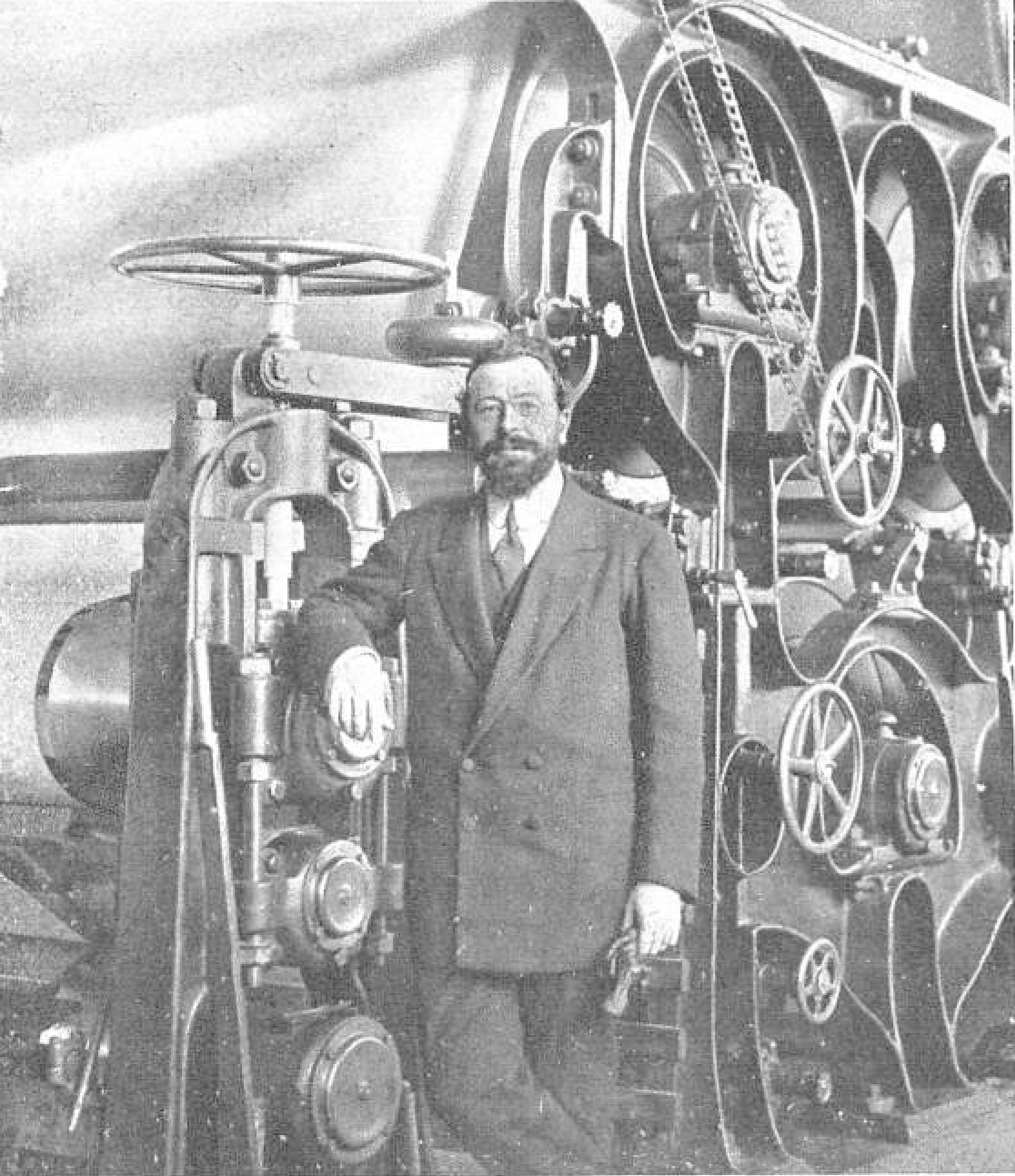
Nicolás Urgoiti en una fábrica de papel de la empresa Papelera Española

Nació en Madrid el 27 de octubre de 1869, si bien pasaría sus primeros meses de vida en París. A los ocho años de edad quedó huérfano de madre. Su infancia transcurrió en San Sebastián, estudiando en el internado de las Escuelas Pías de Tolosa. Más tarde, en Madrid, realizó la carrera de Ingeniero de Caminos por la Universidad Central, licenciándose en 1892.
Inició su actividad profesional en 1894 en la fábrica de papel de Aranguren, Zalla (Vizcaya). Protagonizó en 1901 la fusión de fábricas que dio lugar a la Papelera Española; como director general de esta compañía promovió la integración del sector papelero a través de la Central Papelera en 1914, y cinco años más tarde la Sociedad Cooperativa de Fabricantes de Papel y los Almacenes Generales de Papel (1919).
Aunque siempre fue un empresario, no se consideraba exactamente tal. Lector voraz, destacó por su inquietud intelectual; y sus muchos viajes al extranjero le hicieron conocer innovaciones tecnológicas y empresariales que quiso poner en práctica en España, movido por un compromiso con la idea de la modernización de España.

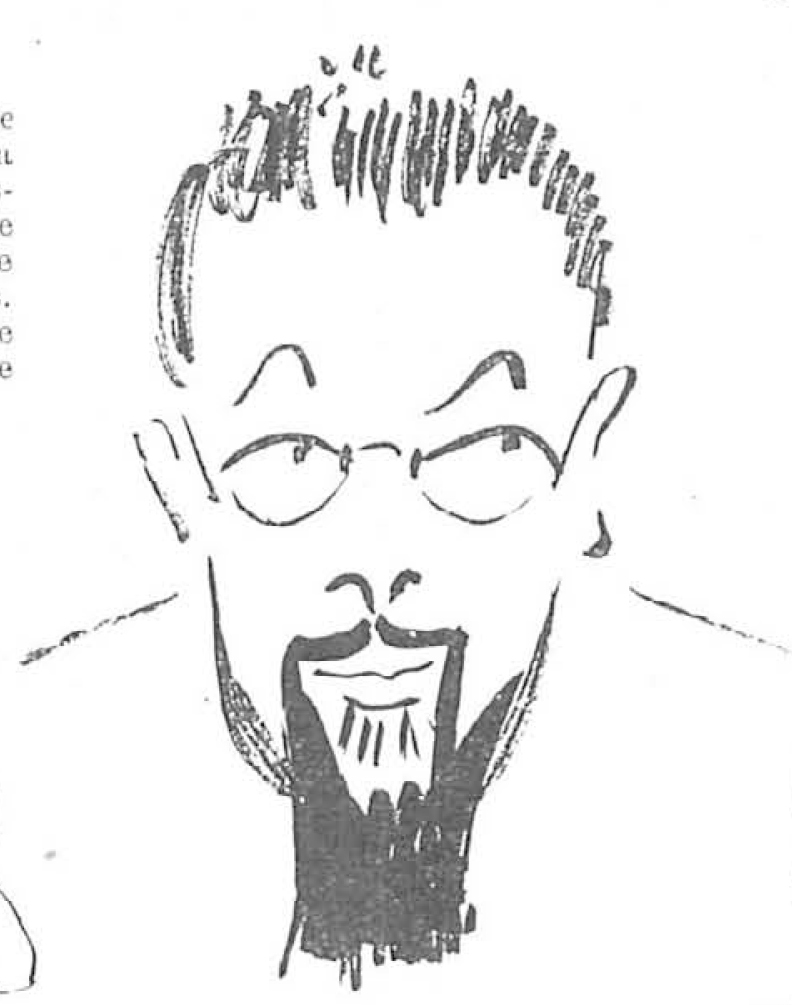
Caricaturizado por Sancha (1920)

Desde su posición, conocía muy bien el mundo del periodismo en España. Su enfrentamiento con la Sociedad Editorial de España, conocida como trust de los periódicos, de la que formaban parte El Liberal, El Imparcial y El Heraldo de Madrid, impulsó a Urgoiti a entrar también en ese campo. Tras intentar hacerse con alguna cabecera importante, fundó en noviembre de 1917 el diario El Sol, que supuso una revolución en el panorama periodístico español, un modelo de calidad que inspiró al actual El País. En 1920 fundó La Voz como diario vespertino popular, buscando los ingresos que no le reportaba el prestigioso diario de la mañana. Como complemento, creó en el año 1924, la agencia de noticias Febus. Pretendía que sus publicaciones tuvieran calidad intelectual y coherencia e independencia política.
En 1918 creó la Compañía Anónima de Librería, Publicaciones y Ediciones (Calpe), buscando no solo asegurarse el futuro de La Papelera sino también renovar el mundo editorial español. Tanto Calpe como El Sol se consolidaron más lentamente de lo previsto. El final de la Primera Guerra Mundial y la reanudación de las importaciones de papel extranjero significaron para Urgoiti el comienzo de una serie de crisis que culminarían en 1925 con su dimisión como director de la Papelera Española. Durante la dictadura de Primo de Rivera, Urgoiti se centró en sus negocios editoriales y periodísticos. Caído el dictador y durante la crisis que precedió al advenimiento de la República, Urgoiti perdió el control de El Sol, La Voz y la agencia Febus. Creó entonces la editorial Fulmen y la revista trisemanal Crisol, que apoyaba al nuevo régimen republicano. Fulmen publicaría en 1932 el diario Luz, que desaparecería en 1934. En todas sus empresas periodísticas y editoriales contó con la colaboración de lo mejor de la intelectualidad española. En todas ellas, por ejemplo, participó Ortega y Gasset, con quien Urgoiti mantuvo una gran amistad. 
En las elecciones a las Cortes Constituyentes de la República de junio de 1931 fue candidato por la circunscripción de Guipúzcoa, concurriendo a los comicios dentro de la candidatura de los republicanos federales. Sin embargo, Urgoiti sólo recibió 482 votos, no logrando obtener acta de diputado para las Cortes. 
La pérdida del periódico El Sol y su fallida candidatura electoral le hicieron caer en una fuerte depresión. A finales de 1931 se recluyó en un sanatorio en la Cuesta de las Perdices. Después de una mejoría pasajera, llegó incluso a intentar suicidarse y sus hijos lo internaron en un sanatorio de Suiza donde permanecería hasta 1939. Regresó a España y en 1944 se hizo cargo del Instituto Ibís. Finalmente murió en Madrid en 1951.

## Familia
Era hijo de Nicolás Urgoiti Galarreta y de Anacleta Achúcarro.
Contrajo matrimonio con su prima María Ricarda Somovilla Urgoiti en febrero de 1893, con la que tuvo ocho hijos: José Nicolás, Ana Graziella, Gloria, Ricardo, María Luisa, Álvaro, Gonzalo y Nicolás. Uno de ellos, Ricardo, fue uno de los principales promotores de Unión Radio, cadena que ejerció por unos años el monopolio radiofónico.
Como anécdota familiar de Nicolás Urgoiti destaca el homenaje que hizo a su padre cuando recibió la noticia de su fallecimiento en 1924. En ese instante se encontraba en Cercedilla (localidad de la sierra de Guadarrama), y decidió rodear un pino silvestre con una cadena en homenaje a su padre, con la inscripción: “A su querida memoria: 1840-1924”. A raíz del suceso, el pino se libró de la tala y aún perdura hoy día, siendo una ruta muy transitada por senderistas para contemplar el centenario Pino de la Cadena.